# Hemisphaerius alutaceus
Hemisphaerius alutaceus är en insektsart som beskrevs av Melichar 1906. Hemisphaerius alutaceus ingår i släktet Hemisphaerius och familjen sköldstritar. Inga underarter finns listade i Catalogue of Life.